# Lyndra Littles
Lyndra Littles, conosciuta anche come Lyndra Weaver (Washington, 20 giugno 1987), è una cestista statunitense.

## Carriera
È stata selezionata dalle Connecticut Sun al secondo giro del Draft WNBA 2009 (17ª scelta assoluta).